# シレジア (小惑星)
シレジア (257 Silesia) は、小惑星帯に位置する大きな小惑星の一つ。
1886年4月5日にオーストリアの天文学者、ヨハン・パリサがウィーンで発見し、中央ヨーロッパのシレジア地方にちなんで命名した。